# Antic Centre (Sanaüja)
L'Antic Centre és un edifici del municipi de Sanaüja (Segarra) que forma part de l'Inventari del Patrimoni Arquitectònic de Catalunya.

## Descripció

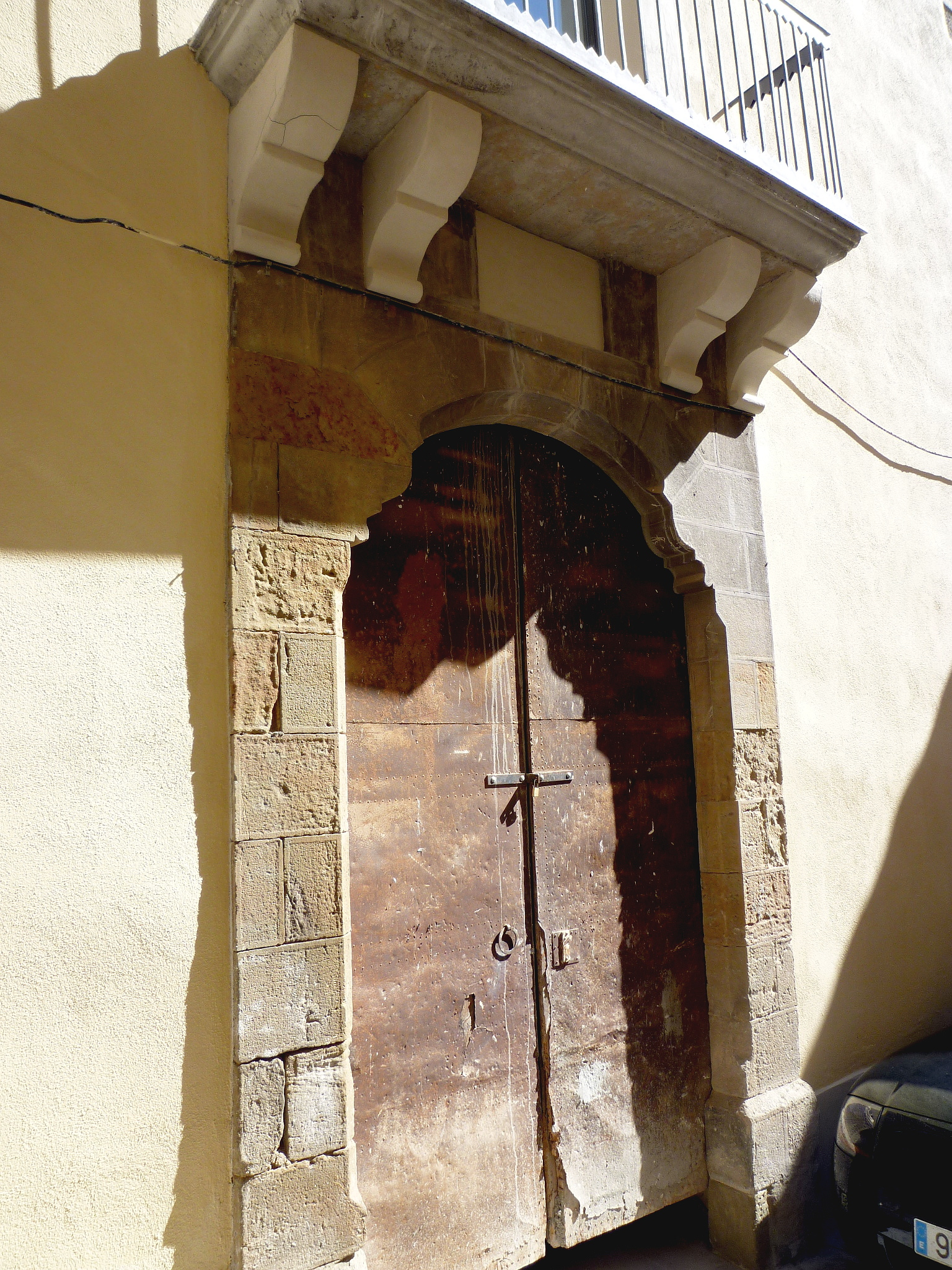
Portal

És un habitatge situat al final del carrer Baixada del Centre en la confluència amb el carrer de l'Aigua. Se'ns presenta estructurat a partir de planta baixa i primer pis, amb coberta a doble vessant. La façana d'ingrés s'obre al carrer Baixada de Centre, i presenta una porta principal d'arc mixtilini, realitzada amb carreus motllurats. Per damunt d'aquesta porta, es disposa l'estructura d'un balcó amb llosana motllurada, sustentat per quatre mènsules.
Destaquem la presència d'un escut situat al capdamunt d'aquesta façana. Es tracta d'un escut ametllat, que presenta un treball amb relleu que dibuixa una doble sanefa en forma de dent de serra. Tanmateix, la façana lateral oberta al carrer de l'Aigua, presenta quatre grans finestrals allargassats, disposats tant a la planta baixa com al primer pis de l'edifici. També disposa, d'una petita porta lateral d'accés situada a un extrem d'aquesta façana i oberta al c/ de l'Aigua. L'obra presenta un parament de carreus de mida mitjana, disposats en tilades horitzontals, situats a la façana d'ingrés; així com un parament arrebossat emporlanat, a la façana lateral. La teulada està realitzada amb teula àrab.

## Història
Al llarg de la 2a meitat del segle xx, aquest edifici es va fer servir com a cinema del poble i a principis del segle XXI era conegut amb el nom del "Centro".